# György Bakos (Leichtathlet)
György Bakos (* 6. Juli 1960 in Zalaegerszeg) ist ein ehemaliger ungarischer Hürdenläufer, der sich auf die 110-Meter-Distanz spezialisiert hatte.

## Karriere
Bei den Europameisterschaften 1982 in Athen erreichte er das Halbfinale, und bei den Weltmeisterschaften 1983 in Helsinki wurde er Sechster. 1984 gewann er Silber über 60 Meter Hürden bei den Halleneuropameisterschaften in Göteborg und Gold bei den Wettkämpfen der Freundschaft. Im Jahr darauf errang er Gold über 60 Meter Hürden bei den Halleneuropameisterschaften in Piräus und Silber bei der Universiade.
1987 schied er bei den Weltmeisterschaften in Rom im Halbfinale aus. Bei den Olympischen Spielen 1988 in Seoul gelangte er ins Viertelfinale und belegte in der 4-mal-100-Meter-Staffel mit der ungarischen Mannschaft den achten Platz.
Von 1980 bis 1991 wurde er zwölfmal in Folge ungarischer Meister über 110 Meter Hürden. In der Halle holte er siebenmal den nationalen Titel über 60 Meter Hürden (1980–1982, 1985, 1987, 1989, 1990).

## Persönliche Bestleistungen
- 100 m: 10,44 s, 3. September 1988, Budapest
- 60 m Hürden (Halle): 7,60 s, 3. März 1985, Piräus
- 110 m Hürden: 13,45 s, 14. September 1984, Tokio